# Brian Geraghty
Brian Geraghty (Toms River, 13 de maio de 1975) é um ator de cinema e televisão norte-americano, seu papel de maior destaque é no filme vencedor do Oscar, Guerra ao Terror como o especialista Owen Eldridge.

## Filmografia
- 2020–2022 - Big Sky - Ronald Pergman
- 2019 - Extremely Wicked, Shockingly Evil and Vile - Dan Dowd
- 2018 - The Standoff at Sparrow Creek - Noah
- 2017 - Avenues - Jack
- 2017 - My Days of Mercy - Weldon
- 2015–2016 - Chicago Med - Sean Roman
- 2014–2016, 2020 - Chicago Fire - Sean Roman
- 2014–2016, 2020 - Chicago P.D. - Sean Roman
- 2012 - Flight - Ken Evans
- 2012 - ATM - David Hargrove
- 2011 - (Ten Years) - Garrity Liamsworth
- 2011 - Quando um Estranho Retorna (When a Stranger Returns) - Bobby
- 2010 - The Chameleon (The Chameleon) - Brian Jansen (Filme em Pós - produção)
- 2010 - Cativeiro (Open House) - David
- 2009 - Guerra ao Terror (The Hurt Locker) - Especialista Owen Eldridge
- 2009 - Easier with Practice (Easier with Practice) - Davy Mitchell
- 2008 - Dinheiro Sujo (Love Lies Bleeding) - Duke
- 2007 - Eu Sei Quem me Matou (I Know Who Killed Me ) -  Jerrod Pointer
- 2007 - Um Crime Americano (An American Crime) - Bradley
- 2006 - Anjos da Vida - Mais Bravos que o Mar (The Guardian) - Billy Hodge
- 2006 - Bobby (Bobby) - Jimmy
- 2006 - Quando um Estranho Chama (When a Stranger Calls) - Bobby
- 2006 - Somos Marshall (We Are Marshall) - Tom Bogdan
- 2006 - Uma Escola de Arte Muito Louca (Art School Confidential) - Stoob
- 2005 - Soldado Anônimo (Jarhead) - Fergus
- 2005 - Nosso Amor no Passado (Conversations with Other Women) - Groom
- 2005 - Cruel World (Cruel World) - Collin
- 2004 - Perfeitos No Amor (Stateside) - Chris
- 2003 - Earl & Puppy (Earl & Puppy) - Terry
- 2002 - Town Diary (Town Diary) - Young Frank Ryan
- 2002 - Aller simper pour Manhattan (Aller simper pour Manhattan) - Rookie Cop

## Prêmios
- Vencedor do Gotham Awards de Melhor Performance de Elenco por Guerra ao Terror
- 2 Indicações ao Screen Actors Guild Awards de Melhor Performance de Elenco por Bobby e Guerra ao Terror.